# 3YE
3YE (koreanisch 써드아이) ist eine südkoreanische Girlgroup der vierten K-Pop-Generation, die 2019 von GH Entertainment gegründet wurde. Die Gruppe debütierte am 21. Mai 2019 mit der Single DMT (Do Ma Thang). Der offizielle Fanclub-Name von 3YE lautet: EYE.

## Geschichte

### Vor dem Debüt
Yuji war 2012 Teilnehmerin der Castingshow K-Pop Star. 2014 nahm sie am Kara Project teil, bei dem neue Mitglieder für die Girlgroup Kara gesucht wurden. Alle drei Mitglieder von 3YE waren ab 2017 in der Gruppe Apple.B aktiv, die ebenfalls bei GH Entertainment unter Vertrag stand. Sie nahmen außerdem an der Castingshow The Unit: Idol Rebooting Project teil. Apple.B löste sich 2018 wieder auf, nachdem Sandy und Hyunmin die Agentur verlassen hatten.

### 2019–heute: Debüt mitDMTund erste EPTriangle
Im April 2019 kündigte GH Entertainment an, dass Yurim, Yuji und Haeun als 3YE wiederkehren würden. Die Gruppe debütierte am 21. Mai 2019 mit der digitalen Single DMT (Do Ma Thang). Am 17. September erschien die Single OOMM (Out Of My Mind). Am 21. Februar 2020 erschien die dritte Single Queen. Mit Triangle veröffentlichte die Gruppe am 26. Juni 2020 ihre erste EP zusammen mit der Single Yessir.

## Mitglieder
| Name       | Geburtsname        | Geburtstag (Alter)     | Geburtsort | Position                                |
| ---------- | ------------------ | ---------------------- | ---------- | --------------------------------------- |
| Yuji 유지  | Son Yu-ji 손유지   | 25. November 1998 (26) | Korea Sud  | Team leader Main Vocal, Lead Dance, Rap |
| Yurim 유림 | Park Yu-rim 박유림 | 13. April 1998 (26)    | Korea Sud  | Vocal                                   |
| Haeun 하은 | Yoon Ha-eun 윤하은 | 12. März 1999 (26)     | Korea Sud  | Vocal, Main Dance, Main Rap             |

## Diskografie

### EPs
- 2020: Triangle

### Singles
- 2019: DMT (Do Ma Thang)
- 2019: OOMM (Out Of My Mind)
- 2020: Queen
- 2020: Yessir
- 2020: Like This Summer
- 2021: Stalker
- 2021: Presente (mit B.I.G als Triple7)
- 2023: Loco

## Auszeichnungen
2019
- KY Star Awards – The Best Expected Idol[6]